# Joseph Musch
Joseph B. Musch (Sint-Gillis-Waas, 12 ottobre 1893 – 25 settembre 1971) è stato un calciatore belga, di ruolo centrocampista.

## Carriera

### Club
Ha segnato 113 reti in 258 presenze nella prima divisione belga.

### Nazionale
Ha partecipato ai Giochi Olimpici del 1920 ed in quelli del 1924.

## Palmarès

### Club
- Campionato belga: 3

Union St. Gilloise: 1909-1910, 1912-1913, 1922-1923
- Coppa del Belgio: 2

Union St. Gilloise: 1912-1913, 1913-1914

### Nazionale
- Oro olimpico: 1

Anversa 1920